# Галечник (Пермский край)
Галечник — упразднённая деревня в составе Юрлинского муниципального округа в Пермском крае.

## Географическое положение
Деревня находилась в западной части округа на расстоянии примерно 31 километр по прямой на запад от села Юрла.

## Климат
Климат умеренно континентальный. Основные черты температурного режима: холодная продолжительная зима; прохладное лето; частые колебания погоды в весенне-летний периоды; резкие годовые и суточные колебания температуры воздуха. Наиболее холодный месяц — январь со среднесуточной температурой −15,7 °C, наиболее тёплый — июль со среднемесячной температурой +17,6 °C. Продолжительность безморозного периода 110 дней.

## История
Деревня в XX веке представляла собой посёлок лесозаготовителей. До 2020 г деревня входила в состав Юрлинского сельского поселения Юрлинского района. После упразднения обоих муниципальных образования непосредственно входит в Юрлинский муниципальный округ. Деревня находилась в списке расселяемых населённых пунктов, поддержание существования которых нецелесообразно.
13 июня 2023 года деревня была упразднена.

## Население
Постоянное население составляло 149 человек (94 % русские) в 2002 году, 42 человека в 2010 году. 